# Tchung-čou (Ťiang-su)
Tchung-čou (čínsky pchin-jinem Tōngzhōu, znaky 通州) je městský obvod v městské prefektuře Nan-tchung v provincii Ťiang-su Čínské lidové republiky. Leží na jihovýchodě provincie, severně od ústí Jang-c’-ťiang. K roku 2010 mělo 1 246 400 obyvatel.

## Historie
V dobách říše Chan zde byl jen nevelký písečný ostrov uprostřed moře. Ostrov narůstal z materiálu přineseného řekou Jang-c’-ťiang, časem splynul s pevninou a usadili se zde výrobci soli. Za říše Pozdní Čou zde roku 958 vznikl speciální kraj Ťing-chaj (静海), záhy reorganizovaný v kraj Tchung-čou. Vláda mongolské říše Jüan Tchung-čou roku 1278 povýšila na fiskální oblast lu, ale už po šesti letech mu vrátila status kraje. Roku 1724 byl kraj Tchung-čou bezprostředně podřízen provinční vládě.
Po vzniku Čínské republiky na území kraje vznikl okres nazvaný Nan-tchung (南通). S nástupem čínských komunistů a vznikem Čínské lidové republiky bylo z okresu Nan-tchung vyděleno stejnojmenné město a vytvořena prefektura Nan-tchung z města a pěti okolních okresů. Okres Nan-tchung byl roku 1993 přejmenován v městský okres Tchung-čou a roku 2009 v městský obvod Tchung-čou.